# Араос, Анхело
А́нхело Джова́нни Ара́ос Лья́нос (исп. Ángelo Giovanni Araos Llanos; 1 мая 1997, Антофагаста) — чилийский футболист, полузащитник клуба «Некакса».

## Биография
Араос — воспитанник клуба «Депортес Антофагаста». 17 октября 2015 года в матче против «Универсидад Католика» он дебютировал в чилийской Примере. 25 февраля 2017 года в поединке против «Палестино» Анхело забил свой гол за «Депортес Антофагаста».
В 2018 году перешёл в «Универсидад де Чили». Провёл в составе одного из сильнейших клубов своей страны только полгода, после чего 30 июля отправился в аренду в бразильский «Коринтианс». В августе 2019 года стал полноценным игроком бразильского клуба. С начала 2022 года выступает за мексиканскую «Некаксу».
В 2017 года Араос в составе молодёжной сборной Чили принял участие в молодёжном чемпионате Южной Америки в Эквадоре. На турнире он сыграл в матче против команды Колумбии.
8 июня 2018 года дебютировал в основной сборной Чили в матче против Польши (2:2).

## Титулы и достижения
- Чемпион штата Сан-Паулу (1): 2019
- Финалист Кубка Бразилии (1): 2018